# Nikita Harwich
Nikita Harwich Vallenilla  (Nueva York, 4 de octubre de 1951) es un economista e historiador franco-venezolano.

## Biografía

### Formación
Estudió en la Universidad Duke, y después en la Escuela de Economía de Londres, donde obtiene su doctorado. Diplomado de la Escuela de Altos Estudios de París, cursa los seminarios de Fernand Braudel y de Ruggiero Romano, entre 1972 y 1974. 

### Carrera
Ocupa la cátedra de Historia de Venezuela a la Universidad Católica Andrés Bello de Caracas entre 1989 y 1994. De la misma manera ejerce como profesor de Historia de Latinoamérica a la Universidad de Ruan (1996-2002), y es miembro del St Antony's College de la Universidad de Oxford así como del consejo de redacción de la Revista de Indias (CSIC, Madrid) (1994 - 2016).
Desde 2002 y hasta su jubilación en 2020, ejerció como profesor en la Universidad París Nanterre y director del Centre de recherches «Empires, Societés Nations » (ESNA) entre 2006 y 2016. 

### Distinciones
- Oficial de la Orden de Andrés Bello (1.ª clase) (Venezuela, 1989)
- Miembro de la Academia Europaea (desde 2012)
- Caballero de la Orden Nacional del Mérito (2018)

## Línea de investigación
Sus investigaciones abarcan diversos temas, entre los que se encuentran: la historia económica de Latinoamérica, la historia de las inversiones extranjeras en Venezuela, la historiografía latino-estadounidense y la enseñanza de la historia en los países andinos. Ha redactado en particular un estudio sobre los primeros libros de historia venezolana.
Ha trabajado también sobre el comercio de las materias primeras y la historia del chocolate, a la cual ha consagrado una obra entera.
Asimismo, se ha dedicado en los últimos tiempos a la historia del Estado en América en la segunda mitad del siglo XIX, a partir de las aportaciones del positivismo en la elaboración de una visión común del rol del Estado en Estados Unidos y en Latinoamérica.

## Resumen bibliográfico
- «Arma y Coraza». Biografía intelectual de Laureano Vallenilla Lanz (Caracas: Universidad Santa María, 1983), 27 p.
- El modelo económico del Liberalismo Amarillo: Historia de un fracaso. (1888-1908, Caracas: Universidad Santa María, 1984), 50 p.
- La Crisis de 1929 en América Latina: el caso de Venezuela (Caracas: Universidad Santa María, 1984), 35 p.
- La influencia de los viejos conceptos, o el estudio de la historia en Venezuela (Caracas: Universidad Santa María, 1985), 20 p.
- Formación y crisis de un sistema financiero nacional. Banca y Estado en Venezuela, 1830-1940 (Caracas: Coédition del Fondo Editorial Antonio José de Azúcar y del Fondo Editorial Buría, 1987), 102 p.
- Histoire du Chocolat (París: Éditions Desjonquères - Colección "Outremer", 1992), 292 p. 2.º edición, revisada y actualizada (París : Éditions Desjonquères, 2008), 312 p.  española : Historia del chocolate (Barcelona : Ediciones Pensódromo, 2018), 338 p.
- Asfalto y Revolución: la New York & Bermudez Company (Caracas: coedición de Fundación para el Rescate del Acervo Histórico Venezolano y de Monte Ávila Editores, 1992), 546 p. Obra que obtuvo el Premio de Literatura de la ciudad de Caracas [Premio Municipal de Literatura], mención «Investigación histórico», 1993.
- Guzmán Blanco y la Modernización de Venezuela (Caracas: Historia Para Todos, n.º 5, Historiadores, S.C., 1994), 28 p.
- «El modelo económico del Liberalismo Amarillo. Historia de un fracaso, 1888-1908», en Política y Economía en Venezuela, 1826-1976 (Caracas: Fundación John Boulton, 1976), p.203-246. #2.º  (Caracas: Fundación John Boulton, 1992).
- «Se firmaron los Protocolos y se levantó el Bloqueo» y «Ayer capituló Ciudad Bolívar», en: Cinco Siglos en un Día (Caracas: El Nacional, 1983), p. 111-112.
- "Economía y sociedad del Siglo XIX en Venezuela", en : Apreciación del Proceso Histórico Venezolano (Tomo 1) (Caracas: Fundación Universidad Metropolitana, 1985) #2.º edición en un solo volumen (Caracas: Fundación Universidad Metropolitana, 1988), p. 33-36.
- “Los Positivistas”, en: Juan Vicente Gómez ante la Historia (Caracas: Biblioteca de Autores #<prn> de Temas Tachirenses, n.º 87, 1986), p. 37-46.
- "Banca: Estado en Venezuela, 1830-1911", en : America Latina: Dallo Stato Coloniale Allo Stato Nazionale (Torino: Franco Angeli, 1987) (Tomo 1), p. 209-243.
- "Betancourt: el Análisis de Venezuela Gomecista - Comentario", en: Rómulo Betancourt: Historia #<prn> Contemporaneidad (Caracas: Editorial Fundación Rómulo Betancourt, 1989),  p.243-247.
- Diccionario de Historia de Venezuela (Caracas: Fundación Polar, 1988-89) 3 volúmenes.Redacción y revisión de aproximadamente 650 artículos (temas y biografías) con relación al periodo 1830-1986.
- "Great Historians : Spanish American", en : Lucian Boia (Edit.),  Great Historians from Antiquity to 1800. Año Internacional Dictionary  (Nueva York: Greenwood Press, 1989) , p. 367-376.
- "Relatoría General. Tema n.º 9. `Las perspectivas #<prn> posibilidades en la economía puesto-industrial en el mundo #¿Qué debería hacer Venezuela engalanó aprovechar al máximo ese nuevo panorama ?'"en: Francisco Mieres ( coord.),  Hacia Venezuela Puesto-Petrolera (Caracas: Academia Nacional de Ciencias Económicas, 1989), Tomo I, p. 79-86.
- "Relatoría del Tema n.º 9. `Las perspectivas #<prn> posibilidades en la economía puesto-industrial en el mundo. #¿Qué debería hacer Venezuela engalanó aprovechar al máximo ese nuevo panorama ?'" en:Francisco Mieres (coord.), Hacia Venezuela Puesto-Petrolera (Caracas: Academia Nacional de Ciencias Económicas, 1989), Tomo II, p. 686-691.
- "Kollektive Vorstellungswelt und nationale Identität: Drei Etappen im landesgeschichtlichen Unterricht in Venezuela: Drei Etappen im landesgeschichtlichen Unterricht in Venezuela", en: Michael Riekenberg (Ed.) Lateinamerika. Geschichtsunterricht, , Geschichtsbewuβtsein (Frankfurt: Verlag Moritz Diesterweg, Studien zur Internacional Schulbuchforshung, Band 66, 1990), p. 59-73.
- "La génesis de un imaginario colectivo: la enseñanza de la historia de Venezuela en el siglo XIX", en: CNRS-GRIDAL, Estructuras y culturas de las sociedades iberoamericanas. Más allá del modelo económico (París: Ediciones del CNRS, Colección de la Casa de los Países ibéricos n.º 43, 1990), p. 203-244.
- «‘La Moneda’ de Caracas, o el fracaso de una inversión francesa a Venezuela», Arquivos do Centro Cultural Calouste Gulbenkian (Volumen de Mezclas en homenaje al Profesor Frédéric Mauro), Vuelo. XXXIV (París, 1996), pp. 881-910.
- «Intercambios cruzados entre Nuevo Mundo y Antiguo Mundo. Maíz, patata, tomate y cacao», Estudios rurales, n.º 155-156 (París, 2001), p. 239-259.
- «Un héroe para todas las causas. Bolívar en la historiografía». Conferencia pronunciada en el marco del seminario «Die Figur Simón Bolívars im hispanoamerikanischen Roman de los 20. Jahrhunderts» del Profesor Ingrid Galster, Universidad de Paderborn (Alemania), el 29 de octubre de 2002. IberoAmericana, III, 10 (2003), p.7-22.
- «Comercio del cacao. Desde los mexicas tiene la Nueva España», Artes de México, n.º 103, septiembre de 2011, p. 47 – 53.
- «Los Corses y el cacao a Venezuela », A Cronica,  n.º 37 (Bastia, noviembre de 2015), p. 30-38.
- «Las guerras de Independencia en Ocumare de la Costa. Continuidad y cambios estructurales: 1800 – 1830», Boletín de la Academia Nacional de la Historia, n.º 393 (Caracas, 2017), 29 – 56
- «Barcelona beyond the Seas. A Catalan Enclave in Colonial Venezuela», European Review, 25, 1, Cambridge, febrero de 2017, 69-80. [DOI: https://doi.org/10.1017/s1062798716000326, pp. 1–12].
- «Turmoil in the Cocoa Groves: Slave Revolts in Ocumare de la Costa, Venezuela, 1837 and 1845», en: Lawrence Aje & Catherine Armstrong (eds.), The Many Faces of Slavery. New Perspectivas se Slave Ownership and Experiences in the Americas (London: Bloomsbury Academic, 2020)